# Ярославия (телерадиокомпания)
Государственная телевизионная и радиовещательная компания «Яросла́вия» (сокращённо ГТРК «Ярославия») — филиал ФГУП «Всероссийская государственная телевизионная и радиовещательная компания» в Ярославской области.

## История
- Создан как Комитет по радиоинформации и радиовещанию при Ярославском областном исполнительном комитете советов рабочих, крестьянских и красноармейских депутатов в апреле 1936 года[1][2]
- Ноябрь 1956 года — создание местной студии телевидения.
- 7 ноября 1957 года — начало телевизионного вещания[3]
- 1960-е годы — сформировался творческий коллектив Ярославии, создавались новые программы, укреплялась материально-техническая база.
- 1970-е годы — часовые программы Ярославии выходят на всесоюзном телеэкране.
- 1989 год — студия телевидения переезжает на Богдановича, 20, где находится и сейчас.
- Июль 1989 года — Ярославия начинает цветное вещание.
- 29 декабря 1991 года — телерадиокомпания получила современное название.
- Сентябрь 2002 — Ярославия вошла в число первых 18-ти региональных филиалов ВГТРК, выпуски новостей которых стали выходить под маркой программы «Вести». Изменилось оформление и сетка вещания.
- 1 января 2005 года — Ярославия преобразована в филиал ВГТРК.
- В 2017 году была создана новая телевизионная студия.
- 11 февраля 2019 года программы ГТРК Ярославия появились в первом мультиплексе цифрового телевидения России.[4]
- 5 июля 2019 года состоялось техническое переоснащение компании. Получено новое оборудование из Москвы: современные видеокамеры, оснащение для телестудии и аппаратного блока. Заново оснащены монтажные комнаты, серверная и центральная аппаратная.
- 26 ноября 2020 года программа «Вести-Ярославль» стала победителем конкурса «ТЭФИ-регион». Итоги конкурса были подведены в Калуге. Кроме Ярославля за победу боролись Калуга и Улан-Удэ.[5]

## Телеканалы и радиостанции
- Россия-1. Ярославль
- Россия-24. Ярославль
- Радио России. Ярославль
- Вести FM. Ярославль[6]
- Радио Маяк. Ярославль[6]

## Программы

### Транслируемые

#### Россия-1
- АгроВести (ранее — «Сельский дневник», с 27 марта 2017 года)
- Актуальная тема
- Вести-Здоровье (с 28 января 2017 года)
- Вести-Ярославль (с сентября 2002 года)
- Вести-Ярославль. События недели
- Специальный репортаж
- Таланты и поклонники (с 30 июня 2020 года)
- Утро. Вести-Ярославль

#### Россия-24
- АгроВести (ранее — «Сельский дневник», с 27 марта 2017 года)
- Вести. Спорт
- Вести-Здоровье
- Вести-Интервью
- Вести-Ярославль
- Вести-Ярославль. События недели
- Время следствия (с 18 октября 2019 года)
- Имеем право (с 17 сентября 2019 года)
- Мобильный репортёр (с 13 января 2017 года)
- Прямой эфир с мэром (с 2019 года)
- Специальный репортаж (с 2014 года)
- ФАС уполномочен заявить (с 23 ноября 2012 года)

### Архивные
- PRO.Подарки (декабрь 2012 — январь 2013 года). Ведущая — Анна Машкова.
- «У нас в Ярославле». Док. фильм Ленинградской студии кинохроники к 950-летию Ярославля. (1960)
- «Ярославлю — 950 лет» (1960)
- АгроВести
- Актуальная тема
- Актуально
- Архистратит небесных сил (1999)
- Бабушкин сундук (1998)
- Байки из кухни (1998)
- Безопасный регион (2014 — сентябрь 2017 года)
- Бенефис-ТВ
- Бизнес-ведомости (с 2008 года)
- Будьте здоровы (90-е)
- В объективе — Дума (2001)
- Ваше мнение (1997—2001)
- Весна Победы (2018)
- Вести + (2001—2006)
- Вести Ярославль. Экономика (до сентября 2012)
- Вести. Город (2013—2015)
- Вести. Дайджест
- Вести. Инвестиции и промышленность (2017)
- Вести. Медицина (4 июня — ноябрь 2012 года). Ведущая — Татьяна Селезнёва.
- Вести. Народный контроль (2013—2014)
- Вести. Подробности
- Вести. Спорт. Ведущий — Владимир Веселовский.
- Вести. Экономика
- Вестник технической киноинформации (1969—1973)
- Взгляд Губернатора (2015—2016)
- Викторина «Поход с 15 неизвестными» (08.1960)
- Время и живопись (2001)
- Время — Деньги
- Всероссийская ярмарка (1998)
- Выборы
- Газпром. Газификация России (16.06.2012)
- Главная тема (2018—2019)
- Гость в студии
- ДТП (2001)
- Давеча (1998)
- Дебют-95. Лауреаты первого областного фестиваля эстрадной песни (1996)
- Деловой Drive (2019)
- Деловые вести (с сентября 2013). Ведущий — Ярослав Майборода.
- День народного единства (2005)
- Депутат просит слова
- Детская академия кино Рэма Юстинова
- Детские новости (1997—2004)
- Детское ТВ (2001)
- Документальное кино (2001)
- Домашние любимцы
- Доможил (1997—1998). Автор — Юрий Маслов
- Дорогами победителей (2017)
- Другой мир (2015)
- Защищать и помогать (2019)
- Званые гости
- Здоровье на тарелке (2011—2012). Автор и ведущая — Юлия Комолухина
- Знай наших
- Золотая осень (2019)
- И придёт Удача (1999—2001). Автор и ведущий — Владимир Болонкин.
- Истории из истории
- Итоги года с губернатором Ярославской области Сергеем Ястребовым (4 января 2013)
- Какие мы через 40 лет. К 40-летию начала строительства Ярославского резиноасбестового комбината (12.11.1969)
- Капитальный ремонт (2014)
- Крик (2001)
- Круглый стол (2014)
- Культпоход (2003)
- Ленинградской студии кинохроники к 950-ти летию Ярославля (21.08.1960)
- Лица. Автор и ведущий — Николай Маштаков.
- Любовь моя, Россия! С ярославской областной выставки народного творчества к 100-летию со дня рождения В. И. Ленина (1969)
- Магистраль
- Магистраль (до декабря 2018 года)
- Мама, я здесь! (2016)
- Маршрут Губерния (2013—2014)
- Мир глазами детей (1998—2001)
- Музыкальная открытка (2001)
- Мультшкатулка (1996)
- На грани (2013)
- На земле Ярославской (с 1960-х годов)
- На местном уровне (с 2007 года)
- Народный контроль в действии
- Наши Ярославны (08.03.1978)
- Неслабый пол (2016)
- Новости Ярославии (2001)
- Областной фестиваль студенческих миниатюр
- Обратная связь
- Одна команда (16 сентября 2017 — 4 февраля 2020 года)
- Орленок. Программа для школьников (1969)
- От первого лица (2011—2012)
- От своего имени (1999)
- Откровение. «Кто остановит кроме нас» (1998)
- Первая студия (до августа 2003 года). Закрыта по причине реформирования региональных ГТРК. Первая ведущая — Людмила Антонова. Лучшие программы вела Ольга Силина.
- Перестройка (2012). Ведущая — Ксения Власова.
- Перспектива (2011—2013)
- Площадка (2014—2015)
- Погода; Прогноз погоды и самочувствия
- Понять, чтобы помочь. Ведущая — Марина Ромакина.
- Последние известия (с 1957 года)
- Православный букварь (1998)
- Праздник для всех
- Праздничный концерт по завякам ярославцев (1960)
- Призвание. Телевизионный очерк о мастере машинного доения колхоза им. Н. К. Крупской Гаврилов-Ямского района Н. Курохтанове (1969)
- Промышленный вестник (2012—2015)
- Профессия и человек (2001)
- Пять с плюсом (5+) (ранее — Детские новости) (с 1996 года)
- Регион 76 (2006—2011, 1 апреля — 12 августа 2017 года)
- Ринг зовёт (2018)
- Россия Молодая (2015)
- Россия молодая
- Свеча (2003). Ведущая — Лариса Смирнова.
- Сегодня (1996)
- Сельский дневник (с 2012 года)
- Семейный круг (~1999 — 24 декабря 2016 года)
- Ситуация (~1997-1998) — Выходила в эфир с ~1997 по 1998 год. Автор — Евгений Соловьёв, в те годы начинающий талантливый ярославский журналист. Имела огромный интерес у зрителей. Закрыта из-за неприемлемой для областной администрации остроты точек зрения и комментариев экспертов.
- Смотри (1998—1999)
- Советские мультфильмы (1991—1998)
- Сороковой меридиан (1999 — ~2005). Автор и ведущий — Николай Маштаков.
- Специальный репортаж
- Спорт-курьер (1996)
- Старт (1998)
- Страницы джаза. Ведущий — Владимир Фейертаг, известный музыкальный критик из Санкт-Петербурга. Программа была организована и производилась музыкальным редактором Владимиром Болонкиным. Это был прорыв для региональной компании. Вышло более 10 выпусков.
- Студия новостей
- Субботним вечером. Музыкальная программа
- Творчество
- Телевизионный клуб Встречи. Рассказывают лауреаты Государственной премии СССР (Рыбинский моторостроительный завод) (1969)
- Телеспектакли
- Территория «М»
- Точка зрения Жириновского; Точка зрения ЛДПР
- Точка зрения ЛДПР
- У нас в гостях. Встреча с народной артисткой СССР И. Н. Бугримовой (18.11.1969)
- Физкульт-ура! Игра для школьников (1996)
- Фильм памяти О. Бараева (02.02.2013)
- Характер (28 января — 12 мая 2016 года)
- Хит-парад (2004)
- Человек и порядок (декабрь 2011 — март 2012, 10 выпусков)
- Человек на земле (1998)
- Щедрая грядка (2001)
- Экология речи (2001)
- Экосистема (1997—2003). Автор — Юрий Маслов.
- Эрудицион (1992—2004). Ведущий — Михаил Нянковский.
- Эффект пружины
- Эх, дороги… (2001)
- Я жду тебя, мама (2003—2015)
- Я поведу тебя в музей! (2017)
- Ярославль: Наследие.yar (2012)
- Ярославские вечера (1967)
- Ярославские лица (2014—2016). Автор и ведущий — Анатолий Яблочкин
- Ярославские усадьбы. Наследие (2017—2018)
- Ярославский экран (1970-е — 27 декабря 1991 года)

## Награды и достижения
- В 2003 году присуждена первая премия имени Л. Н. Трефолева Николаю Маштакову в номинации «За развитие журналистики» за цикл программ «Лица»(2001—2002 гг.)[7].
- В 2011 году ГТРК «Ярославия» получила награды от областной Думы, прокуратуры, Союза женщин и Союза машиностроителей за плодотворную работу[8].
- В 2011 году победа во Всероссийского конкурсе спортивных сюжетов за сюжет журналистки Екатерины Капустян о ярославском спорте[9].
- В 2012 году ГТРК «Ярославия» получила диплом за сотрудничество с фондом Андрея Первозванного в деле укрепления семейных ценностей[10].
- В 2012 году съемочная группа ГТРК «Ярославия» Владимир Веселовский и Андрей Кабанов названы лучшими по итогам всероссийского конкурса журналистов года[11].
- В 2013 году корреспондент ГТРК «Ярославия» Екатерина Абрамова получила приз «За лучший телевизионный фильм» на престижном журналистском конкурсе «Мир права»[12].
- В 2013 году коллектив ГТРК «Ярославия» получил награду в конкурсе областного департаментом труда и социальной защиты населения за репортажи на социальные темы[13].
- В 2013 в номинации «Лучший автор телерадио программы» с программой «Вести — Народный контроль» победила ведущая ГТРК «Ярославия» Ольга Березина[14].
- В 2014 году по итогам конкурса «Избранные народом» специальный диплом был награждён начальник службы радиовещания ГТРК «Ярославия» Родион Латышев. В номинации «Лучший журналист» победителем стала корреспондент Ксения Власова, а звания «Лучший оператор» удостоились сразу два оператора — Михаил Колобов и Андрей Кабанов[15].
- В 2014 году на Всероссийском конкурсе для журналистов лучшим сюжетом в номинации «Высокая ответственность» была признана работа корреспондента Елены Денисовой «Многодетная семья Смирновых» из программы «Семейный круг».
- В 2014 году в Перми на 17 Межрегиональном фестивале телевизионных и радиопередач «Щит России» диплом получила журналистка Ольга Березина за специальный репортаж «Ашулук»[16].
- В 2014 году съемочная группа ГТРК «Ярославия» завоевала награду престижного всероссийского телевизионного конкурса «Мир права»[17].
- В 2014 году на третьем Всероссийском конкурсе «Предпринимательство в России: истории, успехи, проблемы» в номинации «Лучшая телепрограмма» первое место заняла программа ГТРК «Ярославия» «Сельский дневник»[18].
- В 2014 году журналисты Ксения Анисимова и Сергей Загоскин завоевали высшую награду на Всероссийском конкурсе «Восхождение», так же ГТРК «Ярославия» по итогам голосования в интернете взяла и приз зрительских симпатий[19].
- В 2014 году корреспондент «Вестей» Владимир Веселовский был признан лучшим тележурналистом на конкурсе «Позиция». Так же на конкурсе был отмечен вклад ГТРК «Ярославия» в региональное радиовещание. Первое и третье место досталось корреспондентам Ольге Березиной и Владимиру Болонкину[20].
- В 2014 году ГТРК «Ярославия» завоевала две награды на конкурсе «Ярославия-земля согласия». Второе место у журналиста областного радио Ольги Шалаевой. Телевизионный же коллектив удостоен специального диплома — за освещение темы вынужденных переселенцев с юго-востока Украины[21].
- В 2015 году множество наград собрал коллектив ГТРК «Ярославии» на награждении лучших сотрудников радио, телевидения, печатных и интернет-изданий и, в частности, директор компании Леонид Гунин, его заместитель Александр Лебедев, редактор Ирина Ануфриева, корреспонденты Анна Мельник, Владимир Веселовский и оператор Алексей Соловьев. Так же журналистам ГТРК «Ярославия» удалось занять лидирующие позиции и в конкурсе самого Союза журналистов[22].
- В 2015 году дипломы журналистского конкурса «Инфо 02» получили: автор программы «Безопасный регион» Елена Денисова, ведущая радио «России-Ярославль» Ольга Шалаева и начальник службы радиовещания нашей телерадиокомпании Родион Латышев[23].
- В 2015 году фильм журналистов ГТРК «Ярославия» Ксении Анисимовой и Сергея Загоскина о Мологском крае «4 метра» удостоился премии Союза журналистов России[24].
- В 2015 году коллектив ГТРК «Ярославия» получил грамоту и благодарность от председателя ярославского регионального отделения Союза десантников России Анатолий Каширина за цикл передач о подготовке и открытии мемориального комплекса Василию Маргелову[25].
- В 2015 году в рамках конкурса «Позиция-2015» лучшими телеоператорами области признали Алексея Соловьева и Алексея Карашева. Второе место в номинации «Лучший журналист» получила корреспондент Зоя Рыжкова. За телепередачу о семье приз получила Елена Денисова. А среди авторов радиопрограмм отметили Ольгу Акимову и Родиона Латышева[26].
- В 2016 году на Всероссийском медиа конкурсе «Русский космос» репортаж Марины Ромакиной и оператора Артёма Геворкяна занял третье место в номинации «Лучший репортаж»[27].
- В 2016 году ГТРК «Ярославия» стала финалистом Всероссийского конкурса «Тэфи-регион» в номинации «Преодоление» одной из лучших стала работа «В хоккей играют настоящие мужчины»[28].
- В 2016 году ГТРК «Ярославия» стала победителем в номинации «Лучший телевизионный сюжет» за работу «Турслет» о киноэпизодах любимых советских фильмов, которые воссоздали команды Молодежного туристического слета «Лето-2016»[29].
- В 2017 году ГТРК «Ярославия» собрала почти все награды главного информационного конкурса региона «Позиция». В номинациях «Лучший журналист» и «Лучший оператор» самым лучшим журналистом региона эксперты признали Ольгу Зубкову, а лучшим оператором стал Александр Кужель[30].
- В 2017 году на IV Всероссийском медиафоруме «Человек и вера» лучшим стал сюжет ГТРК «Ярославия» о храме в Некрасовском районе[31].
- В 2017 году ГТРК «Ярославия» был в числе победителей конкурса на лучшее освещение в средствах массовой информации выборов губернатора Ярославской области 10 сентября 2017 года и информирование избирателей о правовой основе и организации выборов[32].
- В 2017 году ГТРК «Ярославия» стала победителем в номинации — «Лучший пример сотрудничества СМИ и правоохранительных органов в расследовании коррупционной деятельности» на Всероссийском конкурсе телевизионных программ и фильмов «СМИ против коррупции»[33].
- В 2017 году сюжет ГТРК «Ярославия» стал призером Всероссийского конкурса СМИ «ПРО образование — 2017». и награждён II местом в номинации «Материал на тему обучения детей с ограниченными возможностями здоровья»[34].
- В 2018 году ГТРК «Ярославия» одержала 6 побед на региональном конкурсе «Позиция». Елена Денисова с программой «Агровести», ведущие «Радио России. Ярославль» Владимир Болонкин, Артур Ямщиков и Людмила Манатова завоевали «бронзу» и «серебро» в своих номинациях. Марина Ромакина стала лучшей ведущей региона, Анну Мельник признали лучшим корреспондентом, а Алексея Карашева — лучшим оператором[35].
- В 2018 году ГТРК Ярославия" стала победителем Всероссийского фестиваля телевизионных программ и фильмов «Смотри на меня как на равного»[36].
- В 2018 году корреспондент ГТРК Ярославия" Мария Андрианова стала призером всероссийского конкурса СМИ «Патриот России-2018»[37].
- В 2018 году журналист Арсений Кондратьев стал победителем ежегодного Открытого городского конкурса среди средств массовой информации «Великий флотоводец адмирал Ушаков» в номинации «Проводимые культурно-массовые мероприятия и события в честь Ушакова»[38].
- В 2018 году программа «Вести-Ярославль» попала в тройку лучших информационных программ страны во Всероссийском телевизионном конкурсе «ТЭФИ-Регион» в номинации «Информационные программы в городах с численностью населения от 300 тысяч до миллиона человек»[39].
- В 2019 году корреспонденты и операторы ГТРК «Ярославия» попали в число лучших в областном конкурсе «Позиция». Награды в разных номинациях завоевали корреспонденты и ведущие ГТРК «Ярославия»: Ольга Шалаева, Игорь Прохватов, Ксения Анисимова и Никита Мордовин. На звание лучшего оператора претендовали сразу двое: Андрей Кабанов и Алексей Карашев, который и завоевал первое место в этой номинации. Первое место среди тележурналистов заняла Анна Мельник со своим сюжетом про обучение бездомных собак[40].
- В 2019 году сюжет Марины Ромакиной и Алексея Карашева завоевал «золото» в номинации «Лучший сюжет в информационной программе» на VI всероссийском фестивале «Человек и вера»[41].
- В 2020 году сотрудники ГТРК «Ярославия» стали финалистами VII Всероссийского фестиваля телевизионных и радиопрограмм «Человек и вера» в номинации «Герой нашего времени» с работой «Пенсионерка восстанавливает храм» и в номинации «Лучшая радиопрограмма» с работой «Город золотой»[42].
- В 2020 году ГТРК «Ярославия» стала победителем конкурса «ТЭФИ-регион». «Вести-Ярославль» признана лучшей информационной программой для городов с численностью населения от 300 тысяч до миллиона[43].
- В 2021 году ГТРК «Ярославия» стала победителем конкурса «СМИ против коррупции» в категории «Лучшая телевизионная программа» — «Время следствия».[44]
- В 2021 году ГТРК «Ярославия» стала победителем конкурса «Медики против пандемии» в двух номинациях: «Лучший ТВ-материал» жюри присвоило сюжету "Работа в «красной зоне» (корреспондент — Эвелина Есенгбе, оператор — Александр Кужель).[45]

## График выхода в эфир

### Россия-1. Ярославль
- По будням — 05:07, 05:35, 06:07, 06:35, 07:07, 07:35, 08:07, 08:35, 09:00, 14:30 и 21:05;
- По субботам — 08:00, 08:20
- По воскресеньям — 08:00

### Россия-24. Ярославль
- По будням — 17:30 и 21:00;
- По субботам — 21:00;
- По воскресеньям — 13:00.

### Радио России. Ярославль
- По будням — 07:10, 08:45, 11:10/11:30, 13:45 и 18:10
- По выходным — 11:10

### Радио Маяк. Ярославль
- По будням — 07:50, 14:50 и 19:50;
- По вторникам и по четвергам — 17:05-18:00.

### Вести FM. Ярославль
- По будням — с 07:00 до 19:00 на 45 и на 56/57 минуте каждого часа.